# Chiampo
Chiampo (deutsch veraltet: Bröckeltal, Klamp oder Klamb) ist eine norditalienische Gemeinde (comune) mit 12.543 Einwohnern (Stand 31. Dezember 2023) in der Provinz Vicenza in Venetien. Die Gemeinde im gleichnamigen Valle del Chiampo grenzt an die Provinz Verona. Chiampo liegt 20 Kilometer westlich von Vicenza und etwa 25 Kilometer nordöstlich von Verona. Durch das Gemeindegebiet fließt der Alpone ein kurzer Nebenfluss des Etsch.
Eine kulturelle Sehenswürdigkeit sind die 31 Kapitelle mit Votivbildern.

## Persönlichkeiten
- Antonio Mistrorigo (1912–2012), Altbischof von Treviso.
- Giacomo Zanella (1820–1888), Lyriker